# Estado Barcelona
El Estado Barcelona es el nombre que recibió una antigua división administrativa de los Estados Unidos de Venezuela, creada en 1864 en sustitución de la Provincia de Barcelona y fusionada en 1881 con otros estados para crear el Estado de Oriente. Ocupaba el mismo territorio del actual Estado Anzoátegui y tenía su misma capital, la ciudad de Barcelona.

## Historia
En 1638 en el oriente de Venezuela que para entonces era una colonia española fue fundada la ciudad de «Nueva Barcelona del Cerro Santo» (actual Barcelona, Venezuela) por el conquistador español de origen catalán Joan Orpí.
Desde el siglo XVIII en la época de la colonización española de Venezuela y hasta 1821, y luego entre 1830 y 1864 existió una división administrativa que fue llamada Provincia de Barcelona, en ese año Venezuela es reorganizada en Estados, tras promulgarse una nueva constitución federalista como consecuencia de la finalización de la Guerra Federal (1859-1863), creándose oficialmente el Estado Barcelona el 22 de abril de 1864.
La autonomía del Estado Barcelona se redujo en 1881 cuando fue fusionado con otros estados vecinos y creado el Estado de Oriente bajo el gobierno del general Antonio Guzmán Blanco con Capital en Cumaná.